# Fontanelice
Fontanelice est une commune italienne d'environ 1 900 habitants située dans la ville métropolitaine de Bologne, dans la région Émilie-Romagne, dans le Nord de l'Italie.

## Administration
| Période                                  | Période          | Identité          | Étiquette | Qualité |
| ---------------------------------------- | ---------------- | ----------------- | --------- | ------- |
| 7 juillet 1985                           | 1er février 1995 | Gianfranco Buganè | PSI       |         |
| 2 février 1995                           | 13 juin 2004     | Athos Ponti       |           |         |
| 14 juin 2004                             | 25 mai 2014      | Vanna Verzelli    |           |         |
| 26 mai 2014                              | En cours         | Athos Ponti       | PD        |         |
| Les données manquantes sont à compléter. |                  |                   |           |         |

### Communes limitrophes
Borgo Tossignano, Casalfiumanese, Casola Valsenio, Castel del Rio